# ارتوکائین
ارتوکائین (به انگلیسی: Orthocaine) با فرمول شیمیایی C۸H۹NO۳ یک ترکیب شیمیایی با شناسه پاب‌کم ۱۰۸۱۵ است. که جرم مولی آن ۱۶۷٫۱۶۱۹۶ g/mol می‌باشد.